# Chuck Berry
Charles Edward Anderson Berry (San Luis, Misuri, 18 de octubre de 1926-Wentzville, Misuri, 18 de marzo de 2017), más conocido como Chuck Berry, fue un cantante, compositor, intérprete y guitarrista estadounidense. Es considerado uno de los músicos más influyentes como guitarrista y compositor de la historia del rock and roll, siendo uno de los pioneros de dicho género musical. Gracias a canciones como "Maybellene" (1955), "Roll Over Beethoven" (1956), "Rock and Roll Music" (1957) y "Johnny B. Goode" (1958), Berry redefinió los elementos del rhythm and blues, creando las bases del rock and roll.
La revista Rolling Stone lo presenta como el intérprete n.º 5 en su lista "The Immortals", que reúne a los mejores artistas musicales, superado solo por The Beatles, Bob Dylan, Elvis Presley y The Rolling Stones, y como el sexto mejor guitarrista de todos los tiempos. Asimismo, "Johnny B. Goode" su canción más popular, es considerada la mejor canción de guitarra de la historia del rock and roll, según la misma revista. Por su legado al género rock, ganó en 2014 el Premio Polar, considerado el "Premio Nobel de la música".

## Biografía

### Primeros años
Charles Edward Anderson Berry nació el 18 de octubre de 1926 en San Luis, Misuri. Su madre, Martha, era profesora y su padre, Henry, contratista y diácono baptista. Era el tercero de seis hermanos. Estudió en la Summer High School, la primera escuela de secundaria para afroamericanos al oeste del río Misisipi, en la que también estudió Tina Turner. Fue precisamente en esta escuela donde realizó su primera presentación musical, una versión de la canción "Confessin' the Blues" de Jay McShann.
Berry había aprendido a tocar guitarra gracias a un libro titulado Nick Manoloff's Guitar Book of Chords y la ayuda de sus vecinos. Su primer instrumento fue una guitarra tenor de cuatro cuerdas que le habían prestado. Durante este tiempo fue influido por géneros como el boogie-woogie, el blues y el swing. Uno de sus primeros maestros fue un guitarrista de jazz llamado Ira Harris. Berry comenzó su trabajo como músico tocando en fiestas.
En 1944, durante un viaje que realizó a Kansas City junto a dos amigos, el músico fue arrestado y condenado por el delito de robo a mano armada. Los jóvenes habían robado tres tiendas y un automóvil con la ayuda de una pistola que habían encontrado. Berry y sus amigos fueron sentenciados a 10 años de prisión. El guitarrista cumplió tres años de la condena en el reformatorio juvenil de Algoa, cerca de Jefferson City, donde formó un grupo de canto y además se dedicó al boxeo. Berry fue liberado en 1947, y siete meses después conoció a Themetta Suggs, con quien se casó al año siguiente. En 1950 nació su hija Darlin Ingrid Berry. Durante estos años realizó varios trabajos, como conserje, estilista, fotógrafo y carpintero, sin dejar de lado su carrera como músico.

### Ascenso a la fama
A principios de 1953, se unió a la banda de rhythm and blues Sir John Trio, en reemplazo del saxofonista Alvin Bennett. El grupo, liderado por el pianista Johnnie Johnson, tocaba en un popular club de San Luis llamado Cosmopolitan. Con el tiempo Berry fue adquiriendo mayor protagonismo dentro de la banda, la cual fue rebautizada Chuck Berry Combo. Durante las presentaciones tocaban algunas canciones country, así como versiones de canciones de Nat King Cole o Muddy Waters. La mezcla de ritmos atrajo a un público diverso en términos raciales. En la ciudad solo había otra banda que pudiera competir con la de Berry, la de Ike Turner, otro afamado guitarrista.
En 1955, aprovechando su estancia en Chicago, Berry fue a un club a ver una presentación de Muddy Waters. Siguiendo el consejo de este, el guitarrista contactó con la compañía discográfica Chess Records para grabar su primer disco. El dueño de la compañía, Leonard Chess, aceptó escuchar las grabaciones de Berry, por lo que el músico regresó a San Luis para preparar una cinta de muestra. Entre las canciones que grabó se encontraba "Ida May" (una versión de la canción de country "Ida Red"), y una canción de blues titulada "Wee Wee Hours". Aunque a Chess le gustó "Wee Wee Hours", que coincidía con el género musical con el que trabajaba su discográfica, se interesó más por la primera canción, por lo que decidió contratar a Berry. En julio de 1955 lanzaron el sencillo "Maybellene", que tomaba como base el ritmo de "Ida May". El sencillo vendió más de un millón de copias, alcanzando el primer puesto en el ranking de R&B y el quinto en el de música pop.
La mayoría de sus grabaciones más importantes las hizo con la discográfica Chess Records, acompañado del pianista Johnnie Johnson de su propia banda, del legendario productor de discos Willie Dixon al bajo, de Fred Below a la batería y él mismo a la guitarra.
El éxito alcanzado le permitió aparecer en la película Rock, Rock, Rock (1955), donde canta la canción "You Can't Catch Me". Sus siguientes sencillos fueron "Thirty Days", "No Money Down" y "Too Much Monkey Business", los cuales tuvieron buenas ventas pero no superaron el éxito de "Maybellene".
No obstante, los nuevos sonidos que se estaban gestando en ese momento sonaban demasiado afroamericanos en manos de artistas como Berry o Little Richard, quienes aún se mantenían más cercanos al rhythm and blues, siendo considerados artistas de ese género, o demasiado blando y blanco en manos de Bill Haley, por lo que fue Elvis Presley quien logró enmendar eso, logrando un producto lo suficientemente negro como para no perder sus orígenes y a la vez lo suficientemente blanco como para conquistar al nuevo público.  A finales de junio de 1956, de acuerdo con lo que Little Richard consideraría como un mercado más abierto hacia los artistas afroamericanos, debido a la influencia de Elvis, Berry lanzó la canción "Roll Over Beethoven", que logró el segundo lugar en el ranking de ventas R&B y el puesto 29 en el Billboard Top 100. Su siguiente sencillo, "School Days", alcanzó la primera ubicación del ranking R&B, el tercer puesto del Billboard Top 100, y fue la primera canción de Berry en aparecer en los rankings de ventas británicos, llegando al puesto número 24.
En mayo de 1957 lanzó su primer álbum de estudio, titulado After School Session. Ese mismo año, Berry apareció en la película Mister Rock and Roll. En septiembre participó en una gira llamada Biggest Show of Stars, que recorrió 75 ciudades de Estados Unidos. Organizada por Alan Freed, la gira contó con músicos como Buddy Holly, The Everly Brothers y The Drifters. Ese mes lanzó un nuevo sencillo, "Rock and Roll Music", que alcanzó la sexta posición en el ranking de R&B y el octavo en el Hot 100.
Al año siguiente publicó dos de sus sencillos más exitosos. "Sweet Little Sixteen" alcanzó la primera posición en el ranking de R&B, la segunda en el Billboard Top 100 y el puesto 16 en el Reino Unido. En abril lanzó "Johnny B. Goode", canción inspirada en su mentor y compañero de banda Johnnie Johnson. El sencillo llegó al segundo puesto del ranking de R&B y al octavo del Top 100. La actuación de Berry en el Newport Jazz Festival de aquel año fue incluida en el documental Jazz on a Summer's Day (1959). La cinta fue dirigida por el fotógrafo Bert Stern y muestra además a músicos como Louis Armstrong, Mahalia Jackson, Jimmy Giuffre, Thelonious Monk y Gerry Mulligan. Berry también apareció en la película Go, Johnny Go! (1959), cuyo título está extraído de una frase de su canción "Johnny B. Goode". Además de aquella canción, el guitarrista aparece en la cinta interpretando "Memphis Tennessee" y "Little Queenie".
Durante estos años, Berry era un músico consolidado, realizando varias giras alrededor de Estados Unidos y apareciendo en programas de televisión. Aprovechando su éxito económico, el guitarrista invirtió parte del dinero en bienes raíces cerca de Saint Louis, así como en clubes nocturnos. En 1958 fundó un club llamado Club Bandstand, que admitía la entrada sin segregar a los clientes por su raza.
Sin embargo, en diciembre de 1959 enfrentó una de las acusaciones más graves de su carrera. Chuck Berry conoció a una joven apache llamada Janice Norine Escalanti en Juárez (Texas). La muchacha, que provenía de Yuma (Arizona), le dijo al músico que tenía 21 años de edad, cuando en realidad tenía 14. Berry le ofreció un trabajo de camarera en su club Bandstand, así que la llevó a Saint Louis con él. Algunas semanas después, la joven fue arrestada por ejercer la prostitución en un hotel de la ciudad. Este hecho llevó a que Berry fuese arrestado por infringir la ley Mann, por "transportar a una menor de edad a través de la frontera del estado para fines inmorales". El guitarrista fue condenado a cinco años de prisión y al pago de una multa de 5000 dólares. La sentencia fue apelada, debido a los comentarios racistas que había hecho el juez durante el juicio, y la condena fue finalmente rebajada a tres años.

### Años 1960
Tras haber pasado cerca de dos años de prisión, Berry fue liberado en octubre de 1963. Su experiencia en la cárcel llegó a cambiar su personalidad. Según Carl Perkins, el nuevo Berry era "frío, muy distante y cortante". Mientras el guitarrista estuvo privado de libertad, y durante los años siguientes, Estados Unidos comenzó a experimentar la llamada "invasión británica", con bandas como The Beatles, The Rolling Stones, The Yardbirds y The Animals. La música de estos grupos estaba influida por el estilo de Berry, llegando incluso a realizar nuevas versiones de sus canciones. En 1963 el grupo estadounidense The Beach Boys lanzó el exitoso sencillo "Surfin' USA", cuya melodía estaba basada en la canción "Sweet Little Sixteen". El guitarrista posteriormente los demandó por infracción de derechos de autor y obtuvo una sentencia favorable, siendo acreditado como uno de los escritores de la canción.
En 1964 lanzó sencillos como "Nadine", "No Particular Place to Go", "You Never Can Tell" y "Promised Land". "No Particular Place to Go" alcanzó la décima posición en el ranking de ventas. Ese mismo año realizó su primera gira por el Reino Unido, y lanzó un álbum junto al guitarrista Bo Diddley, titulado Two Great Guitars. En octubre además participó en un concierto llamado The T.A.M.I Show (The Teen Age Music International Show), junto a músicos como The Beach Boys, James Brown, The Rolling Stones, The Supremes, Marvin Gaye y Smokey Robinson. El concierto, realizado en Santa Mónica (California), fue grabado y estrenado como un documental. En 1965 lanzó el sencillo "Dear Dad", que se convirtió en la última canción de Berry en entrar a los rankings de ventas durante aproximadamente siete años.
Al año siguiente firmó con la compañía discográfica Mercury Records. Durante la vigencia del contrato publicó cuatro álbumes con Mercury, incluyendo el disco en vivo Live at the Fillmore Auditorium, donde fue acompañado por el grupo Steve Miller Band. Las ventas de estos trabajos no fueron buenas, pero el guitarrista continuó realizando conciertos. En julio de 1969 participó en el Schaefer Music Festival de Nueva York, junto a artistas como The Byrds, Fleetwood Mac, Miles Davis, Led Zeppelin, B. B. King, Frank Zappa y Patti LaBelle. En octubre del mismo año tocó en el Toronto Rock and Roll Revival, un concierto que contó con un importante número de músicos de los años 50 y 60, incluyendo a Fats Domino, The Everly Brothers, The Coasters, Little Richard y Jerry Lee Lewis.

### Años 1970

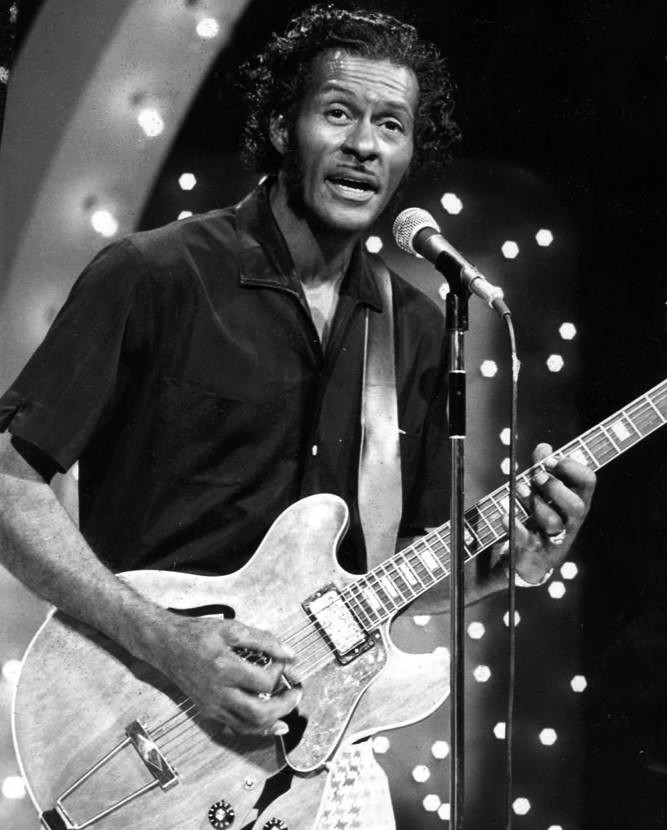
Chuck Berry en el programa de televisión The Midnight Special (1973).

Berry volvió a la discográfica Chess en 1970, lanzando ese mismo año el álbum Back Home. Dos años después, el guitarrista lanzó la canción "My Ding-a-Ling", que se transformó en su único sencillo en alcanzar la primera posición en la lista de ventas de Billboard. Grabada originalmente en 1952 por Dave Bartholomew, la canción fue incluida por Berry en su disco de 1968 From St. Louis to Frisco, rebautizada como "My Tambourine". Sin embargo, la versión que alcanzó el éxito de ventas fue una grabada en febrero de 1972 durante un concierto en Coventry (Inglaterra), que fue incorporada en el álbum The London Chuck Berry Sessions. La letra de la canción causó controversia al utilizar un doble sentido que hacía referencia al aparato reproductor masculino, lo que llevó a la activista británica Mary Whitehouse a intentar censurarla de las radios de aquel país. La petición de Whitehouse fue desestimada por la BBC.
Su segundo periodo con la discográfica Chess terminó en 1975, con la publicación del álbum Chuck Berry. Su siguiente disco, Rock It, fue publicado por la compañía Atco Records en 1979. Se trata de su último álbum hasta la fecha. Durante la década de 1970 Berry realizó giras a lo largo del país, acompañado solo por su guitarra. Sus representantes debían preocuparse de contratar, en cada ciudad donde se presentara, a una banda local para que lo acompañe, ya que era más barato que viajar junto a los músicos durante toda la gira. Entre los músicos que actuaron junto a Berry durante este período se encuentran Bruce Springsteen y la banda Brownsville Station. En junio de 1979 el guitarrista fue invitado a la Casa Blanca para tocar frente al presidente Jimmy Carter.
Durante aquel tiempo Berry volvió a tener problemas con la ley. La Internal Revenue Service lo había estado investigando por evasión de impuestos, señalando que el guitarrista no había declarado todo el dinero ganado en sus conciertos. Berry fue encontrado culpable, siendo condenado a cuatro meses de cárcel y a 1000 horas de trabajo comunitario, las que cumplió realizando conciertos a beneficio.

### Años 1980

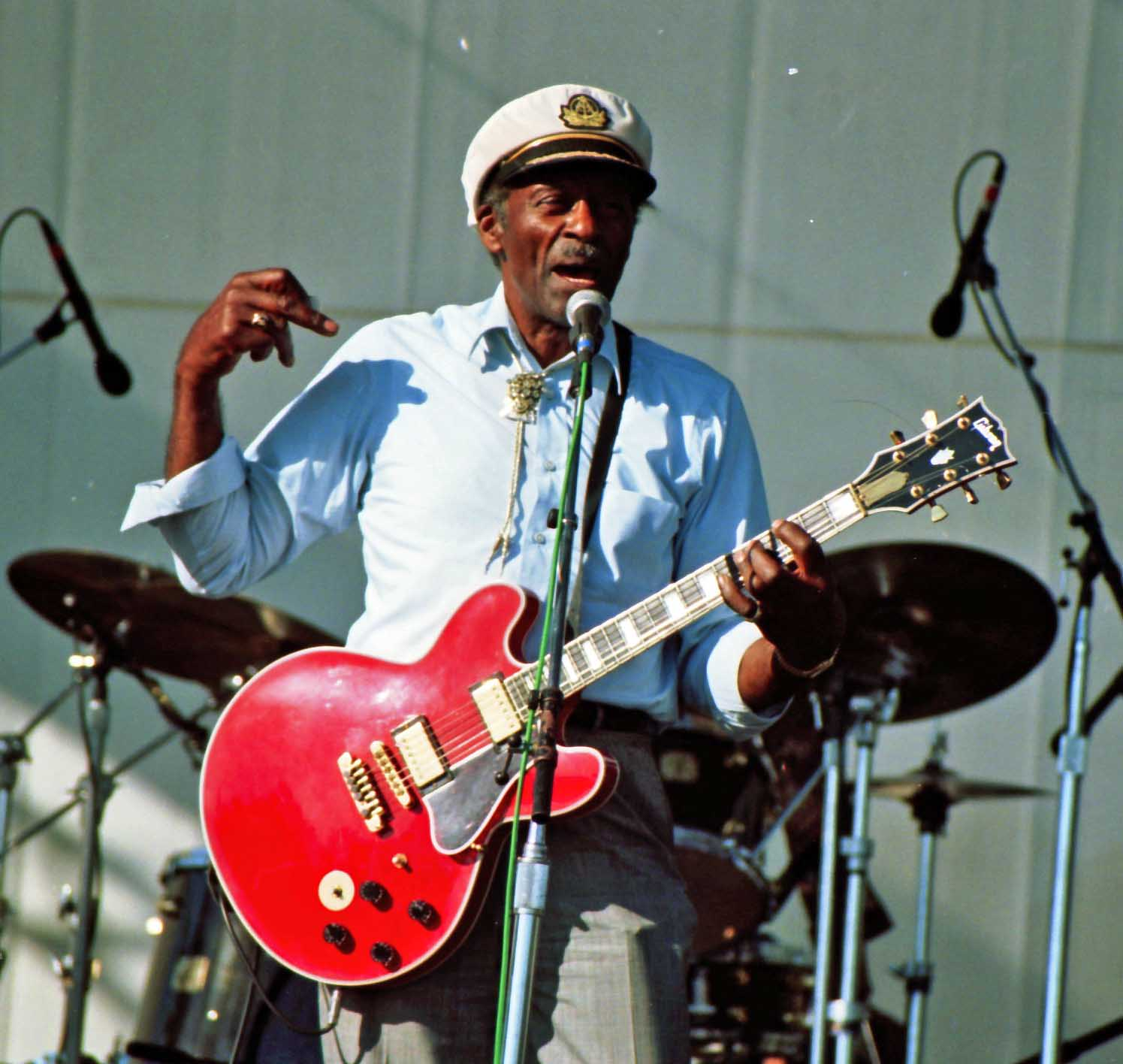
Chuck Berry durante un concierto en 1997.

Berry continuó realizando numerosas presentaciones durante los años 1980. El director Taylor Hackford hizo un documental titulado Hail! Hail! Rock 'n' Roll (1987), sobre un concierto que Keith Richards organizó en honor al cumpleaños número 60 del músico, llevado a cabo en su ciudad natal. Entre los artistas que participaron se encontraban Eric Clapton, Etta James, Julian Lennon, Robert Cray y Linda Ronstadt. El mismo año en que se estrenó el documental el guitarrista publicó su autobiografía. Entre los temas tratados en el libro se encuentran su familia, sus influencias musicales, la discriminación racial que sufrió durante su carrera y las controversias que protagonizó.
Al final de los años 1980, Berry abrió un restaurante en Wentzville, Misuri, al que llamó The Southern Air. También poseía un terreno en Wentzville llamado Berry Park, donde durante muchos veranos, Berry dio conciertos de rock. Lo cerró eventualmente al público debido al comportamiento tumultuoso de muchos asistentes. Berry volvió a ser tema de atención en diciembre de 1989 por supuesto voyeurismo en los cuartos de baño femeninos de su restaurante. Según la camarera que denunció el hecho, se habían instalado cámaras escondidas que tenían por objetivo grabar a quienes ocuparan el baño. Un grupo de mujeres demandó a Berry, pero todo llegó a su fin tras un acuerdo extrajudicial. Uno de sus biógrafos, Bruce Pegg, dijo que se estimó que el músico pagó aproximadamente 1,2 millones de dólares a las denunciantes. En 1990 su hogar fue allanado y se encontraron 62 gramos de marihuana, así como videos de mujeres usando el baño, una de las cuales era aparentemente menor de edad. Con la certeza de librarse de la acusación respecto de la menor, Berry reconoció su culpabilidad por la tenencia de la droga. Sus abogados dijeron que había sido víctima de una conspiración para aprovecharse de su riqueza.

### Últimas décadas
En enero de 1993 participó junto a músicos como Fleetwood Mac, Michael Jackson, Barbra Streisand, Aretha Franklin y Little Richard en la gala de la investidura presidencial de Bill Clinton.
En noviembre de 2000, Berry fue demandado por el pianista Johnnie Johnson, con quien había colaborado durante años, por la autoría de aproximadamente cincuenta canciones, incluidas "No Particular Place to Go", "Sweet Little Sixteen" y "Roll Over Beethoven". Según Johnson, las canciones habían sido compuestas por ambos músicos, pero solo Berry fue acreditado como autor. La causa fue desestimada por el tribunal debido al tiempo que había transcurrido entre la creación de los temas y la interposición de la demanda.
En octubre de 2016, durante la celebración de su 90.º cumpleaños, Chuck Berry anunció el lanzamiento de su nuevo disco, previsto para 2017. Sería su primer álbum con temas nuevos en 38 años y sus hijos formarían parte de la banda durante la grabación.

## Muerte
El 18 de marzo de 2017, Berry fue encontrado inconsciente en su casa cerca de Wentzville, Misuri. Los trabajadores de emergencia llamados al lugar no pudieron reanimarlo y su médico personal lo declaró muerto. TMZ publicó una grabación de audio en su sitio web en la que se puede escuchar a un operador del 911 respondiendo a un paro cardiorrespiratorio reportado en la casa de Berry.
El funeral de Berry se celebró el 9 de abril de 2017 en The Pageant, en la ciudad natal de Berry, St. Louis. Fue recordado con una visualización pública por parte de familiares, amigos y fanáticos en The Pageant. Fue visto con su guitarra Gibson ES-335 color rojo cereza atornillada a la tapa interior del ataúd y con arreglos florales que incluían uno enviado por los Rolling Stones con forma de guitarra. Posteriormente se llevó a cabo un servicio privado en el club para celebrar la vida y la carrera musical de Berry, y la familia Berry invitó a 300 miembros del público al servicio. Gene Simmons de Kiss pronunció un elogio improvisado y no anunciado en el servicio, mientras que Little Richard estaba programado para encabezar la procesión fúnebre pero no pudo asistir debido a una enfermedad. La noche anterior, muchos bares del área de St. Louis realizaron un brindis masivo a las 10 pm en honor de Berry.
Uno de los abogados de Berry estimó que su patrimonio valía 50 millones de dólares, incluidos 17 millones de dólares en derechos musicales. La publicación musical de Berry representó 13 millones de dólares del valor del patrimonio. El patrimonio de Berry poseía aproximadamente la mitad de sus créditos como compositor (principalmente de su carrera posterior), mientras que BMG Rights Management controlaba la otra mitad; la mayoría de las grabaciones de Berry son actualmente propiedad de Universal Music Group. En septiembre de 2017, Dualtone, el sello que lanzó el último álbum de Berry, Chuck, acordó publicar todas sus composiciones en Estados Unidos.
Berry está enterrado en un mausoleo en el cementerio Bellerive Gardens en St. Louis.

## Legado
Chuck Berry es considerado como uno de los pioneros del rock and roll. Según se señala en el sitio web del Salón de la Fama del Rock: "Si bien ningún individuo puede decirse que inventó el rock and roll, Chuck Berry viene siendo el más cercano de una cifra única a ser el que puso todas las piezas esenciales juntas". El guitarrista y crítico musical Cub Koda escribió: "de todos los pioneros del rock and roll, ninguno es más importante para el desarrollo de la música que Chuck Berry. Él es el compositor más grande, el formador principal de la voz instrumental, uno de los mejores guitarristas y uno de sus más grandes artistas". Por su parte, John Lennon dijo: "Si quisieran darle un nuevo nombre al rock and roll, podrían llamarlo Chuck Berry". Cuando le otorgó el Premio Kennedy en 2000, el presidente de Estados Unidos Bill Clinton lo describió como "uno de los músicos más influyentes del siglo XX".
En sus canciones mezcló varios de los ritmos musicales con los que creció, incluyendo el country, blues, boogie-woogie, swing, big band y pop. En su primer sencillo, "Maybellene", Berry combinó notas de guitarra inspiradas en el country sobre una base rítmica de rhythm and blues. La revista Rolling Stone la ubicó en el puesto número 18 de las 500 mejores canciones de todos los tiempos, describiéndola como el punto de partida del rock and roll. La letra de sus canciones, que hablaban sobre romances y automóviles, sumado a su estilo enérgico en el escenario, lo convirtieron en un representante de la generación adolescente de los años 1950. Berry además utilizó un lenguaje vernáculo, que recurría a modismos o a palabras inventadas. Su influencia alcanzó a músicos como The Beatles, Bob Dylan, The Beach Boys o The Rolling Stones. Según el crítico musical Robert Christgau, "[Berry] le enseñó a George Harrison y Keith Richards cómo tocar la guitarra mucho antes de conocerlos".
Cuando Keith Richards lo presentó en el Salón de la Fama del Rock, dijo: "Es difícil para mi presentar a Berry, porque siempre he machacado lo que él tocaba!". Angus Young de AC/DC ha citado a Berry como una de sus influencias más grandes, llegando a imitar sobre los escenarios su "paso del pato" (duckwalk). Es un recordado paso de rock'n roll, normalmente realizado durante un solo de guitarra que consiste saltar en un solo pie, mientras que se mantiene el otro en el aire apuntando hacia la dirección que se avanza y agitándolo hacia arriba y hacia abajo.
Su canción "Johnny B. Goode" fue incluida en el disco de oro de las Voyager, unas sondas espaciales que fueron lanzadas en 1977. La idea de los discos fue adoptada por Carl Sagan, que lo vio como una cápsula del tiempo que alberga sonidos e imágenes representativos de la diversidad en la Tierra. Entre su contenido se encuentran saludos en diferentes idiomas, imágenes, sonidos y canciones provenientes de diversas partes del mundo. La canción de Berry fue seleccionada por Estados Unidos junto a otras dos de Louis Armstrong y Blind Willie Johnson.

## En la cultura popular
Una de las curiosas alusiones a las llamadas "paradojas del tiempo", tiene lugar con la canción "Johnny B. Goode" en la película de culto Back to the Future (1985). En una escena, aparece el guitarrista herido del grupo musical que ameniza el baile, en el que deben enamorarse los padres del personaje Marty McFly, bajo el nombre de un primo de Chuck Berry, llamando a este por teléfono mientras McFly interpreta "Johnny B. Goode" y le dice que tal vez este es el ritmo que Berry andaba buscando. La paradoja está en que, de ser así, la canción nunca hubiese sido compuesta, pues la escena sucede en 1955 y la primera grabación conocida de esta pieza data de 1958. O sea, que Berry escuchó una canción que en el futuro debería ser compuesta por él mismo. Es algo similar a la paradoja del reloj en Somewhere in time.

## Controversia por la autoría de sus composiciones
En noviembre del año 2000, Johnnie Johnson, pianista que trabajó junto a Berry durante varios años y del que se presume inspiró en parte la canción Johnny B. Good, demandó a Berry, alegando que se merecía la acreditación de cocompositor (y derechos de autor) de docenas de canciones, incluyendo "No particular place to go", "Sweet little sixteen" y "Roll over Beethoven". El caso fue desestimado en menos de un año porque habían pasado demasiados años desde que las canciones en disputa fueron escritas por lo que jamás se le reconoció a Johnson su colaboración en las mismas. Por otra parte el riff de guitarra que da inicio a la canción Johnny B. Good y que guarda cierta similitud con los usados en canciones como "Sweet little sixteen" entre otras, es una copia nota por nota de la apertura del tema de 1946 «Ain't That Just Like a Woman», del líder de orquesta Louis Jordan y que fue tocada por el guitarrista Carl Hogan. Si bien Berry no lo negó, su reconocimiento de este hecho se produjo durante una entrevista 30 años más tarde.

## Reconocimientos

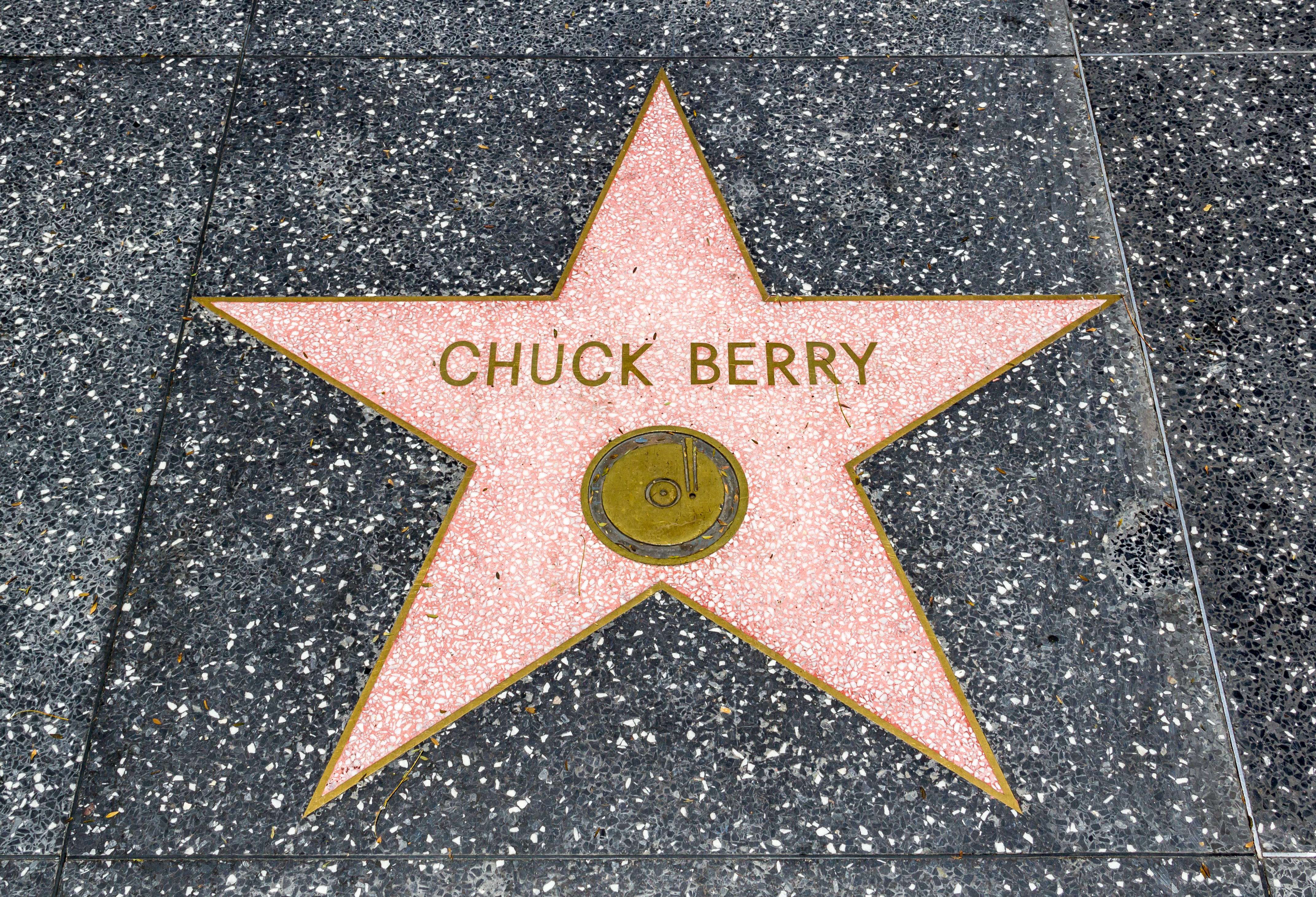
Estrella de Chuck Berry en el Paseo de la Fama de Hollywood.

A lo largo de su carrera ha obtenido diversos reconocimientos. En 1984 recibió un premio Grammy a la carrera artística, debido a su trayectoria. Dos años después fue incluido en el Salón de la Fama del Rock, en la primera ceremonia celebrada por la institución. Berry subió al escenario donde interpretó canciones con músicos como Keith Richards, Neil Young y Billy Joel. En octubre de 1987 fue premiado con una estrella en el Paseo de la Fama de Hollywood.
El año 2000 recibió el Premio Kennedy, y en 2002 la organización BMI lo homenajeó junto a los músicos Bo Diddley y Little Richard, siendo denominados "padres fundadores del rock & roll". En 2012 fue premiado junto a Leonard Cohen por la asociación literaria PEN Club Internacional, siendo los primeros compositores en obtener el galardón. Dos años después fue galardonado junto al director de teatro Peter Sellars con el Premio de Música Polar, entregado anualmente por la Real Academia Sueca de Música. Según la organización del premio: "Cada riff y solo tocado por guitarristas de rock durante los últimos 60 años posee un ADN que puede ser rastreado hasta Chuck Berry".
La revista Time lo incluyó en las listas de los 100 mejores artistas y 100 mejores guitarristas, en el quinto y séptimo puesto, respectivamente. El semanario musical NME ubicó a "Johnny B. Goode" como el octavo mejor solo de guitarra de la historia, y como la mejor canción de los años 50. El año 2012 la revista Guitar World realizó una encuesta entre sus lectores para escoger a los mejores guitarristas de todos los tiempos, quedando Chuck Berry en el puesto 44.
Berry ha sido también incluido en varias listas creadas por la revista Rolling Stone. En 2003 fue ubicado en el sexto puesto de los 100 guitarristas más grandes de todos los tiempos. Ese mismo año la revista creó la lista de los 500 mejores álbumes de todos los tiempos, incluyendo el disco The Great Twenty-Eight en el puesto número 21. El guitarrista fue además ubicado en el quinto puesto de los 100 mejores artistas de todos los tiempos. En diciembre de 2004 seis de sus canciones fueron incluidas en la lista de las 500 mejores canciones de todos los tiempos: "Johnny B. Goode" (#7), "Maybellene" (#18), "Roll Over Beethoven" (#97), "Rock and Roll Music" (#128), "Sweet Little Sixteen" (#272) y "Brown Eyed Handsome Man" (#374). El año 2008 "Johnny B. Goode" fue ubicada en el primer puesto de las 100 mejores canciones de guitarra de todos los tiempos.

## Discografía
- 1957: After School Session (Chess).
- 1958: One Dozen Berrys (Chess).
- 1959: Chuck Berry Is on Top (Chess).
- 1960: Rockin' at the Hops (Chess).
- 1961: New Juke Box Hits (Chess).
- 1962: Chuck Berry Twist (Chess).
- 1963: Chuck Berry on Stage, en directo (Chess).
- 1964: St. Louis to Liverpool (Chess).
- 1965: Chuck Berry in London (Chess).
- 1965: Fresh Berry's (Chess).
- 1967: Chuck Berry in Memphis, en directo (Mercury).
- 1967: Live at the Fillmore Auditorium, en directo (Mercury).
- 1968: From St. Louie to Frisco (Mercury).
- 1969: Concerto in B Goode, en directo (Mercury).
- 1969: Rock Rock (Chess).
- 1970: Back Home (Chess).
- 1971: Home Again (Chess).
- 1971: San Francisco Dues (Chess).
- 1972: The London Chuck Berry Sessions, en directo (Chess).
- 1973: Back in the U.S.A. (Philips).
- 1973: Bio (Chess).
- 1975: Chuck Berry 75 (Chess).
- 1979: Rock It (Atco).
- 1981: Tokyo Session, en directo (East World, Toshiba).
- 1987: Hail! Hail! Rock 'N Roll (MCA).
- 1991: Chuck Berry (Bella).
- 1991: The Collection (MCA US).
- 1991: The Very Best of Chuck Berry (Bellaphon).
- 1994: The Best of Chuck Berry (Music Club).
- 1995: That Good Old Times: Chuck Berry in Concert, en directo (Bellaphon).
- 1996: The Best of Chuck Berry (Ar-Express).
- 1997: Super Stars (Super).
- 2002: Star Power (Intermedia).
- 2006: Sidy by Side (Newsound).
- 2017: Chuck